# DESFA
DESFA (Grieks: Διαχειριστής Εθνικού Συστήματος Φυσικού Αερίου en Engels: Hellenic Gas Transmission System Operator), is de eigenaar van het Griekse gastransportnetwerk. Het bedrijf is vergelijkbaar met de Gasunie in Nederland of Fluxys in België. DESFA was tot kort een staatsbedrijf, maar is eind 2018 deels geprivatiseerd. Het bedrijf bezit pijpleidingen en een lng-hervergassingsterminal.

## Activiteiten
DESFA is uitsluitend in Griekenland actief. Het land produceert zelf nauwelijks aardgas en al het gas wordt dus geïmporteerd. In het uiterste oosten van het land en in het noorden komt het gas het land binnen. De grensstations liggen bij Kipi aan de rivier Evros en bij Serres tegen de Bulgaarse grens.
Het hoofdleidingennet heeft een totale lengte van 512 kilometer en verder beschikt het over regionale pijplijnen met een lengte van 953 kilometer. Bij de Revithoussa LNG Terminal wordt vloeibaar aardgas aangevoerd. Het gas wordt hier weer gasvormig gemaakt en via de pijplijnen getransporteerd naar de gebruikers. De terminal ligt op 45 kilometer ten westen van Athene.
Van de omzet in 2021 was 84% gerelateerd aan het transport van aardgas en de resterende 16% hield verband met de LNG activiteiten.

### Aandeelhouders
In juni 2013 werd een deel van de aandelen door de staat aangeboden. SOCAR, de staatsoliemaatschappij van Azerbeidzjan, deed van alle 17 geïnteresseerden het hoogste bod van 400 miljoen euro. Deze transactie vond uiteindelijk geen doorgang. DESFA bleef voor 65% in handen van de Griekse staat en de rest was in bezit van Hellenic Petroleum. 
In december 2018 kocht het Italiaanse bedrijf Snam, in samenwerking met het Spaanse Enagás en Fluxys, een 66% aandelenbelang in DESFA voor 535 miljoen euro. In het Senfluga consortium heeft Snam een belang van 60% en Enagás en Fluxys delen samen de overige 40%.

### Resultaten
Hieronder een overzicht van financiële resultaten van DESFA.
| Jaar | Omzet (in € miljoen) | Bedrijfs- resultaat (in € miljoen) | Netto- resultaat (in € miljoen) |
| ---- | -------------------- | ---------------------------------- | ------------------------------- |
| 2014 | 189                  | 36                                 | 20                              |
| 2015 | 149                  | 38                                 | 17                              |
| 2016 | 170                  | 69                                 | 34                              |
| 2017 | 269                  | 156                                | 86                              |
| 2018 | 199                  | 110                                | 73                              |
| 2019 | 243                  | 145                                | 104                             |
| 2020 | 231                  | 133                                | 83                              |
| 2021 | 203                  | 97                                 | 63                              |

## Regulering van DESFA
Bij de wet geregeld, is DESFA een monopolist; zij beheert als enige het Griekse gasnet. Voor de vaststelling van haar tarieven, heeft de overheid de Regulatory Authority for Energy, de autoriteit voor elektriciteit en gas als toezichthouder aangewezen. Veruit het grootste deel van de activiteiten van DESFA zijn gereguleerd.